# Acaciamees
De acaciamees (Melaniparus cinerascens; synoniem: Parus cinerascens) is een zangvogel uit de familie Paridae (mezen).

## Leefwijze
Deze vogel leeft van insecten, die hij uit opengescheurde peulen van acacia’s pulkt. Tijdens het foerageren hangt hij vaak ondersteboven.

## Verspreiding en leefgebied
Deze soort komt voor in zuidwestelijk Afrika in droge savannes met doornstruiken en in struwelen van de Kalahari woestijn. Er zijn twee ondersoorten:
- M. c. benguelae: zuidwestelijk Angola en noordwestelijk Namibië.
- M. c. cinerascens: Namibië, Botswana, Zimbabwe en noordelijk Zuid-Afrika.

## Status
De grootte van de populatie is niet gekwantificeerd maar de soort wordt omschreven als algemeen tot vrij algemeen. Op de Rode lijst van de IUCN heeft deze soort de status niet bedreigd.